# Chlorhydrate

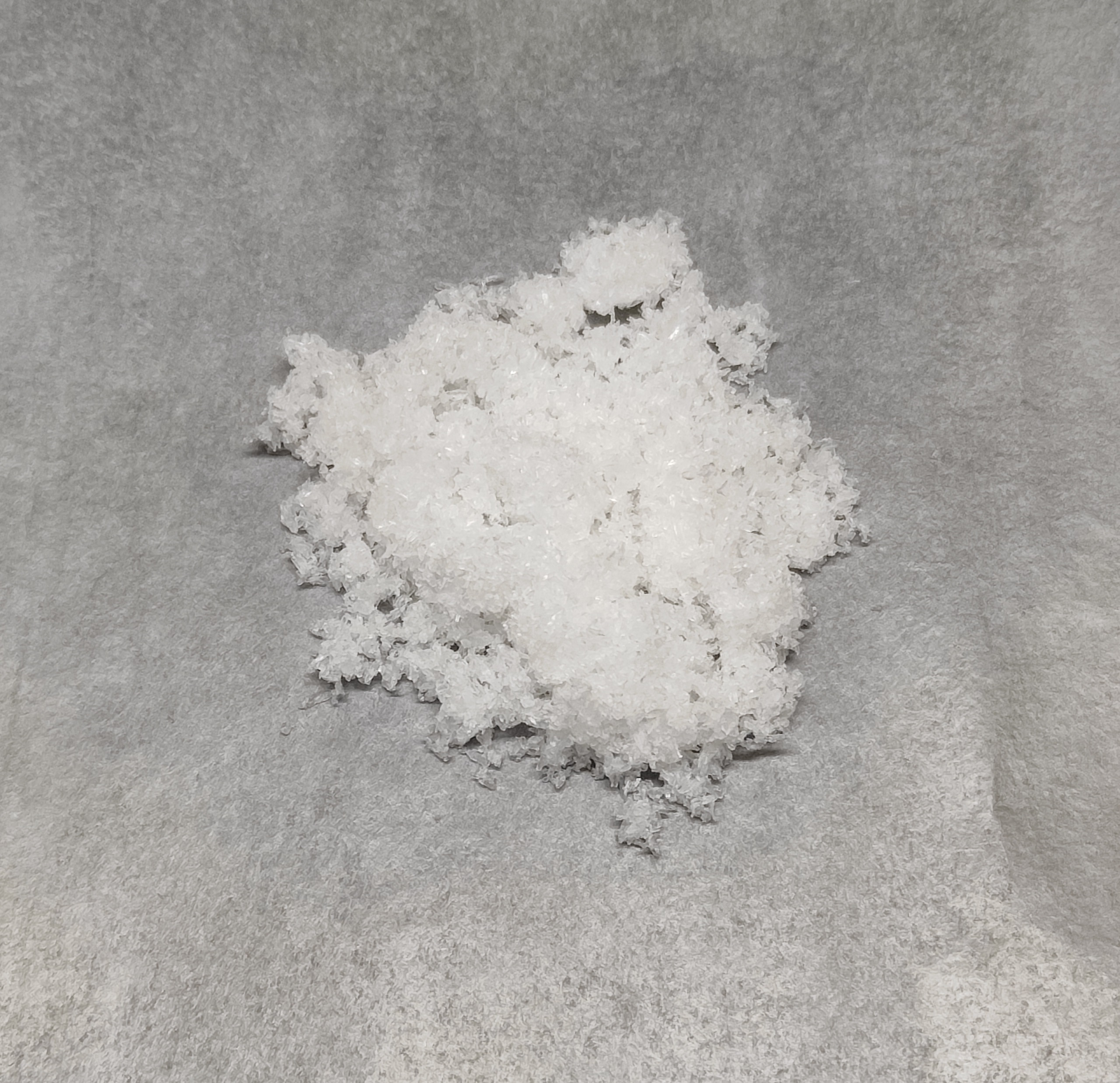
Échantillon de chlorhydrate d'Et3N.

Un chlorhydrate ou hydrochlorate (de l'anglais) est un sel acide résultant, ou considéré comme résultant, de l'action de l'acide chlorhydrique sur une base organique. Les termes chlorohydrure ou hydrochlorure sont également employés dans ce sens.
Les amines et plus généralement les composés basiques et donc « hydrogénables » forment facilement des chlorhydrates qui sont de fait des chlorures de l'acide conjugué, par exemple, un chlorure d'ammonium pour les amines.

## Utilisations
La conversion des amines en leurs chlorhydrates est un moyen courant d’améliorer leur solubilité dans l’eau, ce qui peut être souhaitable pour les substances utilisées dans les médicaments. La pharmacopée européenne répertorie plus de 200 chlorhydrates comme ingrédients actifs de médicaments. Ces chlorhydrates, par rapport aux bases libres, peuvent se dissoudre plus facilement dans le tractus gastro-intestinal et être absorbés plus rapidement dans la circulation sanguine. De plus, de nombreux chlorhydrates d’amines ont une durée de conservation plus longue que leurs bases libres respectives.
Les chlorhydrates d’amines représentent des formes latentes d’une base libre plus réactive. À cet égard, la formation d’un chlorhydrate d’amine confère une protection. Cet effet est illustré par les chlorhydrates d'acides aminés. Le chlorhydrate d’ester méthylique de glycine est un sel à longue conservation qui peut être facilement converti en un ester méthylique de glycine réactif, un composé qui n’est pas stable à la conservation,.